# Världsmästerskapen i skidskytte 1963
De femte världsmästerskapen i skidskytte  genomfördes 1963 i Seefeld in Tirol i Österrike.
Fram till 1966 utsågs världsmästare i en enda disciplin – 20 km individuellt  – idag vanligtvis benämnd ”distans”. I samband med tävlingarna genomfördes även en stafettävling, som emellertid fram till 1966 betraktades som inofficiell varför inga medaljer utdelades. Stafetten kallades för ”ramprogram”. 
Till och med 1983 anordnades världsmästerskap i skidskytte endast för herrar.

## Resultat

### Distans herrar 20 km
| Placering | Åkare            | Land          | Tid       |
| --------- | ---------------- | ------------- | --------- |
| 1.        | Vladimir Melanin | Sovjetunionen | 1:32.06,8 |
| 2.        | Antti Tyrväinen  | Finland       | 1:33.54,7 |
| 3.        | Hannu Posti      | Finland       | 1:35.02,1 |

### Stafett 4 x 7,5 km herrar (inofficiell tävling)
| Placering | Land          | Åkare                                                      |
| --------- | ------------- | ---------------------------------------------------------- |
| 1.        | Sovjetunionen | Vladimir Melanin, Nikolaj Mesjarjakov, Valentin Psjenitsin |
| 2.        | Finland       | Antti Tyrväinen, Hannu Posti, Veikko Hakulinen,            |
| 3.        | Norge         | Jon Istad, Olav Jordet, Egil Nygård                        |

## Medaljfördelning
| Plats | Land          | Guld | Silver | Brons | Totalt |
| ----- | ------------- | ---- | ------ | ----- | ------ |
| 1     | Sovjetunionen | 1    | 0      | 0     | 1      |
| 2     | Finland       | 0    | 1      | 1     | 2      |

### Fotnoter
1. ↑  ”FIS Nordic World Ski Championships Feb/Mär 2019 in Seefeld” (på tyska). Tiroler Skiferband. https://www.tirolerskiverband.at/fuer-eilige/nordische-ski-wm-seefeld-2019/. Läst 9 juli 2019.